# Révocation du droit de vote
La révocation du droit de vote est la perte du droit de suffrage par un groupe au sein de la population, ou bien en raison de l'adoption d'une loi discriminatoire par une Assemblée législative, ou bien en conséquence d'une condamnation pénale, ou encore parce que la loi de certains pays interdit aux citoyens qui habitent à l'extérieur du pays pendant un certain nombre d'années de voter. Historiquement, d'autres motifs tels que la mort civile ou le changement de statut au sein d'une colonie pouvaient entraîner la révocation du droit de vote.

## Droit américain
De nos jours, plusieurs États américains interdisent aux prisonniers de voter.
Dans l'histoire du droit américain, la révocation du droit de vote (anglais : disenfranchisement) a touché l'ensemble de la communauté afro-américaine à l'époque des lois Jim Crow au sud des États-Unis.

## Droit britannique
Au Royaume-Uni, les citoyens qui habitent à l'extérieur du pays pendant 15 ans ou plus n'ont pas le droit de vote.

## Droit canadien
En droit québécois, une personne placée sous curatelle perdait son droit de vote aux élections provinciales, aux élections municipales et aux élections scolaires. Elle conservait toutefois le droit de voter aux élections fédérales. Toutefois, la curatelle est abolie par la Loi modifiant le Code civil, le Code de procédure civile, la Loi sur le curateur public et diverses dispositions en matière de protection des personnes de juin 2022, de sorte que cette limitation au droit de vote n'existe plus à compter de cette date. 
Auparavant, la loi électorale canadienne contenait une disposition qui interdisait aux prisonniers de voter. Toutefois, dans l'arrêt Sauvé c. Canada (Directeur général des élections), la Cour suprême du Canada a déclaré que la disposition en question était inconstitutionnelle.
Il existait aussi antérieurement une disposition révoquant le droit de vote des citoyens canadiens ayant résidé à l'extérieur du pays pendant plus de 5 ans. Dans l'arrêt Frank c. Canada (Procureur général) de 2019, la Cour suprême a jugé inconstitutionnelle la règle électorale qui révoquait le droit de vote des Canadiens vivant à l'étranger pendant 5 ans et plus.
Lorsque la Cour suprême déclare qu'une disposition limitant le droit de vote est inconstitutionnelle, il n'est pas possible pour le législateur de contrecarrer cette décision au moyen d'une utilisation de la clause nonobstant parce que la clause nonobstant ne concerne que les articles 2 et 7 à 15 de la Charte canadienne des droits et libertés, tandis que le droit de vote se trouve à l'article 3. Le droit de vote est donc relativement mieux protégé que la majorité des autres droits.  Le seul moyen de limiter le droit de vote en cas de conclusion judiciaire d'inconstitutionnalité est de recourir à la procédure de modification de la Constitution du Canada.

## Droit danois
Les citoyens danois n'ont plus le droit de vote s'ils habitent à l'extérieur du pays pendant plus de deux ans.

## Droit français
L’interdiction des droits civiques, civils et de famille est une peine du droit pénal français. Depuis l’entrée en vigueur du nouveau Code pénal en mars 1994, elle est devenue une peine complémentaire, ne revêtant donc plus de caractère automatique, et elle s'applique sur une durée temporaire. Avant cette date, les auteurs de crimes étaient privés des droits civiques, civils et familiaux durant toute leur vie et les auteurs de délits durant dix ans. Les personnes condamnées avant le 1er mars 1994 demeurent toujours sous le coup de cette interdiction.